# Del Loranger
Delbert Loranger, detto Del (Detroit, 17 marzo 1920 – St. Clair, 24 marzo 2003), è stato un cestista statunitense, professista nella NBL e nella PBLA.

## Carriera
Loranger ha giocato con i Detroit Gems in National Basketball League nella stagione 1946-1947, collezionando 27 presenze. Ha proseguito la carriera con gli Indianapolis Kautskys, i Kansas City Blues (in Professional Basketball League of America) e i Detroit Vagabond Kings. Si è ritirato nel 1948, dopo il fallimento dei Kings nel dicembre 1948.